# Regula

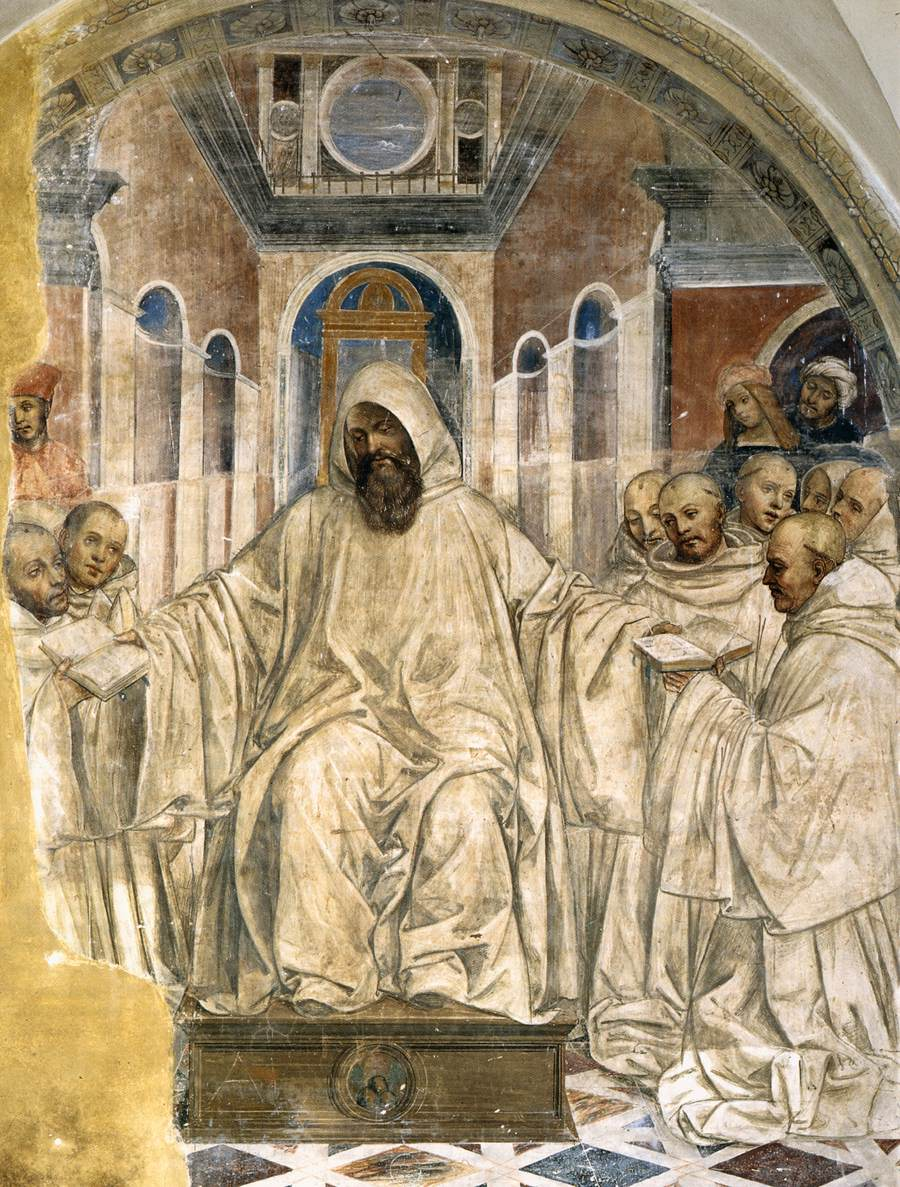
Benedek átadja a reguláját az olivetánusoknak

A regula a vallásokban azoknak az alapelveknek és szabályzatoknak a meghatározott gyűjteménye, amelynek célja, hogy az adott szerzetesrend tagjait segítse életeszményük egyéni és közösségi megvalósításában.
A regulát meg kell különböztetni a másodlagos, kiegészítő szabályoktól, a konstitúcióktól, statútumoktól, amelyek részletkérdésekre alkalmazzák a regula nagy irányelveit. A modern nyelvhasználat viszont nem tesz különbséget a regula és konstitúció között. Az Egyházi Törvénykönyv – a klasszikus regulák kivételével – sem kívánja meg ezek történetileg pontos megkülönböztetését. 

## Etimológia
A szó eredete a latin rego szóból származik, aminek a jelentése: szabályoz, irányít.

## Kereszténység
A szerzetesi regula a kereszténységben az egyház által jóváhagyott, a szerzetesrendek által használt szabályok összessége. Általában minden rendnek van saját regulája, de előfordul, hogy több rend használja ugyanazt. 
A regula meghatározza, hogy az adott szerzetesrendbe tartozó szerzetesek miként kötelesek élni, leírja a szokásokat, a jelmondatot, és kitér a rend foglalkozására is. 
A legrégebbi ismert keresztény regula Pakhomiosz nevéhez fűződik.
A 12. századi II. Ince pápaságától három regula határozta meg az akkori nyugati keresztény szerzetesség életformáját :
- Ágoston-reguláját követte az ordo canonicus,
- Baszileiosz reguláját a dél-itáliai monostorok,
- Benedekét pedig a többi ordo monasticus. (Ez nem azt jelenti, hogy ezek a bencés regula szerint éltek, csak ez határozta meg a monasztikus életformájukat.)[1]

Az 1215-ös IV. lateráni zsinat a sokasodó regulák és visszaélések ellensúlyozására arra kötelezte az újonnan megjelenő rendeket, hogy a nagy regulák valamelyikét fogadják el. A domonkosok, pálosok pl. Ágoston-regulája szerint rendezték be az életüket.

### Remete-regulák
A római katolikus kereszténységben a remete-reguláknak négy nagy korszaka különböztethető meg :
1. a 10. századig: Regula Grimlaici [1]
2. a 10. századtól a reneszánsz korig: félremete csoportok a Benedek-, Ágoston- és Ferenc-regulát fogadták el és alkalmazták saját életükre
3. az újkor kezdetétől a francia forradalomig az újonnan keletkezett remete-rendek vagy kongregációk függetlenedtek az ősi szerzetesrendek szellemétől [1]
4. napjainkig: új remetecsoportok élnek saját részletes vagy inkább csak vázlatos konstitúcióik szerint [1]

## Ismertebb regulák

### Keresztény
- Benedek-regula vagy bencés-regula
- Ágoston-regula
- Baszileiosz-regula, amelyet 360 táján állított elő Nagy Szt. Vazul. Tulajdonképpeni címe Aszketion.
- Szent Ferenc regulája, amelyet főleg a ferencesek követnek
- Regula Magistri (wd) – korábbi forrásokból merítő, ismeretlen szerzőjű regula
- Pakhomiosz-regula. A tabennesi kolostor számára alkotta meg Pakhomiosz 325 táján.

### Egyéb vallás
- Vinaja-pitaka buddhista szabályzat.